# Shirburn
Shirburn est une paroisse civile et un village de l'Oxfordshire, en Angleterre, situé à 10km au sud de la ville de Thame. Le village abrite notamment le Château de Shirburn, datant du XIVe siècle.